# Helena Mathea
Helena Mathea zwana również Matejanką lub Krwawą Julką (ur. 25 stycznia 1922 w Katowicach) – Górnoślązaczka podejrzewana o kolaborację z Gestapo. Według ustaleń katowickiego Instytutu Pamięci Narodowej doniosła na około 10 działaczy podziemia, w rezultacie czego zostali oni aresztowani i zgładzeni. Lista jej ofiar może być dłuższa.

## Rodzina
Jest córką powstańca górnośląskiego, radcy kolejowego Stefana Mathei i Klary Mathei (rodowe nazwisko: Krzikalla). Jej stryjem był ksiądz Karol Mathea, poseł do Sejmu Śląskiego, a po wojnie proboszcz parafii św. pw. Apostołów Piotra i Pawła w Katowicach.

## Życiorys
Kiedy wybuchła II wojna światowa, miała 17 lat. Trafiła do konspiracji, lokalnego oddziału Sił Zbrojnych Polski. Szybko stała się kurierką. Otrzymała pseudonim „Julka”. W październiku 1940 roku jej oddział aresztowało Gestapo, a większość jego członków zginęła w egzekucjach lub obozach. Wtedy właśnie padło podejrzenie na „Julkę”, która była najbliższą współpracownicą szefa oddziału, Karola Kornasa, ale została zwolniona z więzienia. Według niektórych źródeł, zapraszała konspiratorów z ruchu niepodległościowego do kawiarni, gdzie zostawali przejęci przez Gestapo. Karol Kornas został poddany brutalnemu przesłuchaniu, podczas którego odmówił zeznań. Wtedy Gestapo miało zaaranżować konfrontację: do skatowanego Kornasa podeszła „Julka” i bijąc go, zaczęła wymieniać szczegóły dotyczące operacji ruchu oporu. Przed wykonaniem wyroku przez ścięcie, Kornas zdążył napisać gryps: „Julka jest agentką”.
Po kolejnych wpadkach członków z ruchu oporu, do Katowic przybył oficer polskiego wywiadu, Antoni Goszczyk, którego zaniepokoiła pozycja kobiety, a także wpływy, jakie posiadała. Stwierdził, iż współpracuje z Gestapo i domagał się jej likwidacji. W nocy z 17 na 18 grudnia 1941 roku, Gestapo aresztowało 456 żołnierzy Inspektoratu Katowickiego ZWZ. Trzech zabito podczas akcji, a większość pozostałych, zginęła później w obozach i egzekucjach. Ze względu na prawdopodobny udział „Krwawej Julki” w tym wydarzeniu, Wojskowy Sąd Specjalny Śląskiego Okręgu AK, wydał na nią wyrok śmierci. Mathea wyjechała jednak do Wiednia na studia medyczne.
Po wojnie wróciła do Katowic i zaczęła przekonywać pozostałe przy życiu osoby, które ją znały, o swojej niewinności. Nie znalazła jednak wśród nich poparcia. Poczuła się zagrożona i rozpoczęła przygotowania do wyjazdu z Górnego Śląska. Na katowickim dworcu zatrzymał ją jeden ze zdradzonych, Ryszard Koczy, którego brat zginął podczas II wojny światowej. Próbując ją zatrzymać, wezwał na pomoc straż kolejową. Mathea jednak zdołała wymknąć się, przekonując strażników, że Ryszard Koczy jest wariatem, który ją prześladuje. Wkrótce, w przebraniu siostry PCK uciekła do Wielkiej Brytanii. Wyszła za mąż w Londynie, za Andrzeja Służewskiego i przyjęła jego nazwisko. W 1949 roku, polskie władze wnioskowały o ekstradycję Heleny Mathei, ale bezskutecznie. Wszczęte w 2001 roku przez Oddziałową Komisję Ścigania Zbrodni przeciwko Narodowi Polskiemu, kolejne śledztwo, zostało w 2006 roku zawieszone, ze względu na brak możliwości ustalenia miejsca pobytu „Krwawej Julki”.
Tymczasem w 2006 roku, po trzech latach prywatnego dochodzenia, Piotrowi Płatkowi, dziennikarzowi „Gazety Wyborczej”, udało się dotrzeć do „Matejanki” i przeprowadzić z nią wywiad. Tłumaczyła, że została wypuszczona z więzienia, bo sympatią darzył ją niemiecki komisarz kryminalny, Paul Breuche. Jako prawdziwego sprawcę dekonspiracji, wskazała niemieckiego agenta, Pawła Ulczoka, skazanego na śmierć, w powojennym procesie. Twierdziła, że do Polski bała się przyjechać, bo nie wierzyła w sprawiedliwy wyrok komunistycznych sądów. Twierdziła również, że cała historia jej zdrady, została wymyślona przez władze komunistyczne, by zniszczyć Karola Matheę. Dziennikarze odmówili jednak prokuratorom IPN podania adresu „Matejanki”, w Wielkiej Brytanii. Zdania historyków na jej temat są podzielone.
Na wydarzeniach związanych z domniemaną zdradą Heleny Mathei oparto scenariusz filmu Kazimierza Kutza Na straży swej stać będę.